# Miss Italia 2001
Miss Italia 2001 si è svolta a Salsomaggiore Terme in quattro serate: dal 6 al 10 settembre 2001 (con una pausa il 9 settembre), ed è stata condotta da Fabrizio Frizzi. Presidente della giuria artistica è Sophia Loren, che ha incoronato la vincitrice del concorso, la diciassettenne Daniela Ferolla di Vallo della Lucania (SA). Seconda classificata la diciannovenne veneta Carlotta Mantovan di Mestre (VE), vincitrice del titolo di Miss Deborah e infine terza la diciottenne Simona Marotta di Lamezia Terme (CZ) vincitrice della fascia di Miss Berloni. La Ferolla è l'ultima miss minorenne della storia del concorso, infatti dal 2002 ha cambiato le regole per poter partecipare e vincerlo le Miss devono essere tutte maggiorenni. La vittoria della concorrente giunge la sera prima degli Attentati dell'11 settembre che hanno poi monopolizzato l'attenzione dei media per lungo tempo. La sigla del programma fu Bella vera di Max Pezzali.

## Giuria tecnica
- Michele Cucuzza (Presidente) - Presentatore.
- Romualdo Priore - Truccatore.
- Giammarco Chieregato - Fotografo.
- Vasco Vascotto - Sportivo.
- Samuele Riva - Modello.
- Annalisa Mandolini - Conduttrice televisiva.
- Alfredo Stecchi - Sportivo.

## Piazzamenti
| Risultato finale     | Concorrente           |
| -------------------- | --------------------- |
| Miss Italia 2001     | - – Daniela Ferolla   |
| Seconda classificata | - – Carlotta Mantovan |
| Terza classificata   | - – Simona Marotta    |
| Quarta classificata  | - – Lara Basso        |
| Quinta classificata  | - – Lucina Campisi    |
| Sesta classificata   | - – Sara Cardillo     |

## Altri riconoscimenti
- Miss Cinema: Sara Cardillo
- Miss Eleganza: Lucina Campisi
- Miss Sasch Modella Domani: Viviana Vaccarella
- Miss Deborah: Carlotta Mantovan
- Miss Sorriso Bio-Etyc: Lara Basso
- Miss Moda Mare Triumph :Chiara Valentini
- Miss Wella: Gabriella Capizzi
- Miss Miluna: Paola Andrea Di Giovanni (che eredita la fascia da Daniela Ferolla)
- Miss Rocchetta Bellezza: Anna Gigli Molinari
- Meri Ragazza in Gambissime: Cecilia Felici
- Miss Televolto: Roberta Giarrusso
- Miss Chi: Daniela Ferolla
- Miss TV Sorrisi e Canzoni: Lara Basso
- Miss Berloni: Simona Marotta
- Ragazza Immagine: Patricia Vezzuli
- Miss Top Girl: Vincenza Fontana
- Fashion Girl: Vanessa Marcandella
- Ragazza Ok: Aliuska Guzman
- Miss TV Sorrisi e Canzoni: Lara Basso
- Miss Web: Daniela Ferolla

## Le concorrenti
001) Elena Gallo (Miss Valle d'Aosta)

002) Virginia De Agostini (Miss Piemonte)

003) Vanila Di Vanna (Miss Lombardia)

004) Elisabetta Farruggio (Miss Trentino Alto Adige)

005) Martina Melato (Miss Friuli Venezia Giulia)

006) Carlotta Mantovan (Miss Veneto)

007) Francesca Pesce (Miss Liguria)

008) Consuelo Babbini (Miss Emilia)

009) Sabrina Domeniconi (Miss Romagna)

010) Chiara Paolieri (Miss Toscana)

011) Alessandra Placidilli (Miss Umbria)

012) Cecilia Felici (Miss Marche)

013) Barbara Salvati (Miss Lazio)

014) Paola Andrea Di Giovanni (Miss Abruzzo)

015) Ylenia Abbate (Miss Campania)

016) Maria Giuseppina Lemmo (Miss Molise)

017) Francesca Giaccari (Miss Puglia)

018) Simona Marotta (Miss Calabria)

019) Sabrina Imbriaco (Miss Basilicata)

020) Lucina Campisi (Miss Sicilia)

021) Roberta Dongu (Miss Sardegna)

022) Lara Basso (Miss Milano)

023) Anna Gigli Molinari (Miss Roma)

024) Nicoletta Acacia (Miss Cinema Lazio)

025) Vanessa Marcandella (Miss Eleganza Lombardia)

026) Lucia Barba (Miss Eleganza Marche)

027) Giorgia Vignetta (Miss Bio-Etyc Sorriso Piemonte)

028) Sabrina Miotto (Miss Bio-Etyc Sorriso Lombardia)

029) Francesca Scapin (Miss Bio-Etyc Sorriso Emilia)

030) Silvia Bianchi (Miss Bio-Etyc Sorriso Toscana)

031) Micaela Croci (Miss Bio-Etyc Sorriso Umbria)

032) Nancy Rolla (Miss Bio-Etyc Sorriso Marche)

033) Laura Piovani (Miss Bio-Etyc Sorriso Lazio)

034) Daniela Cipollone (Miss Bio-Etyc Sorriso Roma)

035) Sabrina Prete (Miss Bio-Etyc Sorriso Campania)

036) Consuelo Pisano (Miss Bio-Etyc Sorriso Puglia)

037) Irene Beccaria (Miss Sasch Modella Domani Piemonte)

038) Gabriella Capizzi (Miss Sasch Modella Domani Lombardia)

039) Michela Ravazzolo (Miss Sasch Modella Domani Veneto)

040) Michela Coppa (Miss Sasch Modella Domani Emilia)

041) Marilena Fantini (Miss Sasch Modella Domani Romagna)

042) Eva Collini (Miss Sasch Modella Domani Toscana)

043) Silvia Recine (Miss Sasch Modella Domani Marche)

044) Barbara Marinucci (Miss Sasch Modella Domani Lazio)

045) Francesca De Natale (Miss Sasch Modella Domani Campania)

046) Liliana De Cicco (Miss Sasch Modella Domani Calabria)

047) Irene Blasotta (Miss Sasch Modella Domani Sicilia)

048) Chiara Giordani (Miss Sasch Modella Domani Sardegna)

049) Agnese Oltolini (Miss Rocchetta Bellezza Piemonte)

050) Elena Venutti (Miss Rocchetta Bellezza Lombardia)

051) Elisabetta Gallina (Miss Rocchetta Bellezza Trentino Alto Adige)

052) Ingrid Borella (Miss Rocchetta Bellezza Friuli Venezia Giulia)

053) Emanuela Baldi (Miss Rocchetta Bellezza Veneto)

054) Antonella Digilio (Miss Rocchetta Bellezza Emilia)

055) Paola D'Arpa (Miss Rocchetta Bellezza Toscana)

056) Tiziana Carnevali (Miss Rocchetta Bellezza Marche)

057) Maria Assunta Ciaravola (Miss Rocchetta Bellezza Lazio)

058) Maila Barchiesi (Miss Rocchetta Bellezza Campania)

059) Vincenza Fontana (Miss Rocchetta Bellezza Calabria)

060) Chiara Sciacca (Miss Rocchetta Bellezza Sardegna)

061) Cristina Montù (Miss Deborah Val d'Aosta)

062) Valentina Fogliani (Miss Deborah Lombardia)

063) Zeudy Conselvan (Miss Deborah Trentino Alto Adige)

064) Laura Scapigliati (Miss Deborah Veneto)

065) Sara Concetti (Miss Deborah Emilia)

066) Jenny Massetti (Miss Deborah Toscana)

067) Rubina Antonelli (Miss Deborah Lazio)

068) Isabella Troisi (Miss Deborah Campania)

069) Lorena De Napoli (Miss Deborah Calabria)

070) Roberta Giarrusso (Miss Deborah Sicilia)

071) Patricia Vezzuli (Miss Wella Lombardia)

072) Silvia Vannini (Miss Wella Trentino Alto Adige)

073) Paola Arangio (Miss Wella Friuli Venezia Giulia)

074) Denise Marzuoli (Miss Wella Veneto)

075) Lucia Felici (Miss Wella Emilia)

076) Elisabetta Meschini (Miss Wella Toscana)

077) Annalilla Casasanta (Miss Wella Marche)

078) Maddalena Balestrieri (Miss Wella Lazio)

079) Italia Caruso (Miss Wella Campania)

080) Francesca Perillo (Miss Wella Puglia)

081) Valentina Marfulli (Miss Triumph Moda Mare Piemonte)

082) Chiara Valentini (Miss Triumph Moda Mare Lombardia)

083) Alessandra Villani (Miss Triumph Moda Mare Trentino Alto Adige)

084) Francesca Ronchi (Miss Triumph Moda Mare Veneto)

085) Vanessa Recinella (Miss Triumph Moda Mare Liguria)

086) Maria Anna Ioime (Miss Triumph Moda Mare Romagna)

087) Maria Cristina Di Marco (Miss Triumph Moda Mare Toscana)

088) Viviana Vaccarella (Miss Triumph Moda Mare Marche)

089) Daniela Ferolla (Miss Triumph Moda Mare Calabria)

090) Annalisa Grammatico (Miss Triumph Moda Mare Puglia)

091) Tiziana Alga (Meri Ragazza in Gambissime Lombardia)

092) Giada Cattaneo (Meri Ragazza in Gambissime Friuli Venezia Giulia)

093) Marika Prealta (Meri Ragazza in Gambissime Veneto)

094) Aliuska Guzman (Meri Ragazza in Gambissime Romagna)

095) Delia Degl'Innocenti (Meri Ragazza in Gambissime Umbria)

096) Erika Carrera (Meri Ragazza in Gambissime Marche)

097) Marianna Perruno (Meri Ragazza in Gambissime Lazio)

098) Sara Cardillo (Meri Ragazza in Gambissime Campania)

099) Angelica Gianfrate (Meri Ragazza in Gambissime Puglia)

100) Angela Caccamo (Meri Ragazza in Gambissime Sardegna)

## Riserve
101) Elisa Malavolti

102) Dunia Fiorentino